# (5774) Ratliff
(5774) Ratliff (1989 NR) – planetoida z pasa głównego asteroid okrążająca Słońce w ciągu 3,28 lat w średniej odległości 2,21 j.a. Odkryta 2 lipca 1989 roku.